# Пауэр-поп
Пауэр-поп (англ. Power pop) — вид поп-рока, основанный на ранней музыке таких групп, как The Who, The Beatles, Beach Boys и Byrds, возникший в конце 1960-х годов и соединивший в себе мелодичность, вокальную гармонию и риффовую песенную структуру, в которой инструментальное солирование сведено к минимуму. Пауэр-поп-композиции как правило сжаты и управляются мощной работой ритм-секции.
Термин Power pop впервые ввел в употребление Пит Таунсенд, гитарист The Who: именно так он определил в 1967 году стиль своей группы. Такие песни, как «I Can’t Explain», «The Kids Are Alright», «Substitute», «I’m a Boy», «Happy Jack», «So Sad About Us», «Pictures of Lily» считаются ранней классикой пауэр-попа.
Более ранними примерами того же рода могут служить некоторые композиции The Everly Brothers («I’ll See Your Light», «It Only Costs A Dime»), The Kinks («You Really Got Me») и The Beatles («Paperback Writer», «Day Tripper»). Многие считают ранние битловские хиты («From Me to You», «She Loves You», «I Want to Hold Your Hand», «Can’t Buy Me Love») тем источником, от которого пауэр-поп берёт начало. Важную роль в развитии стиля сыграли The Byrds, The Beach Boys, The Beau Brummels, The Hollies, The Zombies, The Small Faces.
В 1970—1971 годах появился новый лидер пауэр-попа: британская группа Badfinger (хиты «No Matter What», «Baby Blue», «Day After Day», «Come and Get It»). В США два-три года спустя ту же роль взяли на себя The Raspberries. Первый альбом Big Star также считается важным для развития стиля, наряду с работами Blue Ash, The Flamin Groovies, Artful Dodger.
Тем временем в Британии музыкальное развитие пошло по иному пути: талантливые группы, которые могли бы стать звездами пауэр-попа, оказались во главе глэм-рок движения. Близкие к пауэр-попу The Bay City Rollers, относились к представителям бабблгам-поп. В конце 1970-х годов с появлением новой волны пауэр-поп получил второе дыхание: большой успех имели группы Cheap Trick, The Knack, Boomtown Rats, The Jam, Blondie, The Cars, Buzzcocks, XTC. Особое влияние на пауэр-поп в последующие годы оказал и Элвис Костелло.
Кроме них к ново-волновому поколению пауэр-поп-групп относились The Kids, Shoes, The Records, The Motels, Bliff Bang Pow и др. В дальнейшем пауэр-поп повлиял как на поп-панк (Green Day, Weezer, The Offspring, Rancid), так и на становление стиля брит-поп, в частности, таких групп, как Blur, Oasis, Pulp. В 2000-е годы возникли и группы альтернативного рока, ориентированные на пауэр-поп (The New Pornographers, Super Furry Animals и др.).

## Определение и этимология
Пауэр-поп — более агрессивная форма поп-рока. AllMusic описывает стиль как «нечто среднее между хард-роком группы The Who и сладкой мелодичностью The Beatles и The Beach Boys, с добавлением звенящих гитар The Byrds для полноты звучания». Пит Таунсенд придумал название «пауэр-поп» в интервью в мае 1967 года, продвигая свой последний сингл «Pictures of Lily». Он сказал: «Пауэр-поп — это то, что мы играем — то, что играли The Small Faces, и тот вид поп-музыки, который играли The Beach Boys во времена „Fun, Fun, Fun“, который я предпочитал». Грег Шоу, редактор журнала Bomp! был самым известным среди множества музыкальных критиков, писавших о пауэр-попе. Существует значительная дискуссия среди фанатов о том, что следует классифицировать как пауэр-поп. Шоу взял на себя ответственность за систематизацию жанра в 1978 году, описав его как гибридный стиль поп-музыки и панка. Позже он писал, что «к моему большому огорчению, этот термин был подхвачен множеством вялых и второсортных групп, надеющихся, что большинство увидят в них безопасную альтернативу панку».
Пауэр-поп борется со своим критическим восприятием и иногда рассматривается как поверхностный стиль музыки, связанный с подростковой аудиторией. Это восприятие было усугублено звукозаписывающими компаниями в начале 1980-х, которые использовали этот термин для обозначения стилей постпанк. Музыкальный критик Кен Шарп резюмировал, что пауэр-поп — это «Родни Дэнджерфилд рок-н-ролла … прямое обновление самых уважаемых артистов — The Who, The Beach Boys, The Beatles, — но оно не пользуется уважением». В 1996 году певец и автор песен Томми Кин заметил, что любую ассоциацию с этим термином с 1980-х годов следует «сравнивать с множеством групп, которые не продавали записи, и это похоже на болезнь».

## История развития
Пауэр-поп возник в конце 1960-х, когда молодые меломаны начали бунтовать против зарождающихся амбиций рок-музыки. В этот период возник раскол между «серьезными» артистами, отвергавшими поп-музыку, и «безумно коммерческими» поп-исполнителями, охватившими свою подростковую аудиторию. Грег Шоу назвал Who отправной точкой пауэр-попа, в то время как Карл Каферелли (пишущий в книге Борака) сказал, что «история действительно начинается примерно в 1964 году, с коммерческим успехом Битлз в Америке». Каферелли также признал The Beatles воплощением идеала «поп-группы». Согласно Энциклопедии рок-н-ролла Rolling Stone, звучание мерсибит, впервые популяризированное The Beatles, и его «звенящие гитары, приятные мелодии, безупречная вокальная гармония и общая атмосфера подростковой невинности» оказали ключевое влияние на группы пауэр-поп 1970-х, таких как Raspberries, Big Star, The Knack и XTC.
Когда Пит Таунсенд придумал этот термин, он полагал, что такие песни, как «I Can’t Explain» (1965) и «Substitute» (1966), были более понятными, чем меняющиеся, более экспериментальные направления, которые использовали другие группы, такие как Beatles. Однако этот термин не стал широко отождествляться с Who, и прошло несколько лет, прежде чем стилистические элементы жанра слились в более узнаваемую форму. А. В. Ноэль Мюррей из The A.V. Club заявил, что «как только звук стал более жизнеспособным и широко имитируемым, стало легче проследить корни жанра до рокабилли, ду-воп и ранних записей Beatles, The Byrds, The Beach. Boys, The Kinks, and the Who». Одним из первых примеров этого стиля, который стал центральным в пауэр-попе, был сингл Beach Boys 1968 года «Do It Again». Рой Шукер определил ведущих американских пауэр-поп-исполнителей того времени, таких как Byrds, Tommy James and the Shondells и Paul Revere and the Raiders. Также значимыми для пауэр-поп-музыки 60-х были Dave Clark Five, The Creation, The Easybeats, The Move и Nazz.
В 1970-е годы рок-сцена разделилась на множество новых стилей. Артисты отошли от влияния ранних песен Beatles, и все, кто ссылался на Beatles или Who как на влияние, составляли меньшинство. По словам Пола Лестера, «пауэр-поп — это действительно изобретение 70-х. Речь идет о молодых музыкантах, скучающих по 60-м годам, но берущих свое звучание в новых направлениях». Писатель Майкл Шейбон считал, что этот жанр по-настоящему не стал самостоятельным до появления пауэр-поп-групп «второго поколения» в начале 1970-х. В период с начала и до середины десятилетия лишь несколько исполнителей продолжали традиции поп-музыки в стиле The Beatles. Некоторые из них были молодыми исполнителями в стиле глэм-рок, в то время как другие были «пережитками 60-х», которые отказались обновлять свое звучание. Одной из самых заметных групп в последней категории была Badfinger, первые артисты, подписавшие контракт с Apple Records. Несмотря на то, что они добились успеха в международных топ-10 чартах с песнями «Come and Get It» (1969), «No Matter What» (1970) и «Day After Day» (1971), музыкальная пресса критиковала их за подражание The Beatles. Каферелли описывает их как «одного из первых — и лучших поставщиков» пауэр-попа. Напротив, AllMusic заявляет, что, хотя Badfinger и входили в число групп, которые определили звучание жанра, всё же The Raspberries были единственной пауэр-поп-группой того времени, которая имела хитовые синглы. Ноэль Мюррей писал, что у The Badfinger были «несколько ключевых песен», которые являлись пауэр-попом «ещё до того, как этот жанр появился».
Популярность пауэр-попа имела разный уровень успеха с 1990-х. В 1994 году Green Day и Weezer популяризировали поп-панк, альтернативный вариант панк-рока, в котором гармоничность пауэр-попа сочетается с модными панк-настроениями. С 1998 года начал проводиться ежегодный музыкальный фестиваль, посвященный пауэр-поп музыке — фестиваль International Pop Overthrow (IPO), названный в честь одноимённого альбома Material Issue. Первоначально фестиваль проходил в Лос-Анджелесе, но со временем фестиваль расширился до нескольких мест, включая Канаду и Ливерпуль, Англия (последнее мероприятие включало выступления в Cavern Club). Пол Коллинз из группы Beat and the The Nerves проводил музыкальный фестиваль Power Pop-A-Licious в 2011 и 2013 годах, в котором участвовали как классические, так и восходящие группы с акцентом на пауэр-поп, панк-рок, гаражный рок и рутс-рок. Концерты проходили в Asbury Lanes в Асбери-Парке, штат Нью-Джерси. Пол Коллинз и его группа The Beat возглавили двухдневные мероприятия.